# À la folie ou pas du tout
Chansons représentant la Belgique au Concours Eurovision de la chanson
Goeiemorgen, morgen
(1971) Baby, Baby
(1973)
À la folie ou pas du tout est une chanson interprétée par Serge et Christine Ghisoland pour représenter la Belgique au Concours Eurovision de la chanson 1972 se déroulant à Édimbourg, en Écosse, Royaume-Uni.

## À l'Eurovision
Elle est intégralement interprétée en français, l'une des langues nationales de la Belgique, comme l'impose la règle entre 1966 et 1973. L'orchestre est dirigé par Henri Segers.
À la folie ou pas du tout est la 16e chanson interprétée lors de la soirée, suivant Comme on s'aime d'Anne-Marie Godart et Peter McLane pour Monaco et précédant Après toi — chanson lauréate du concours par la suite — de Vicky Leandros pour le Luxembourg.
À la fin du vote, À la folie ou pas du tout obtient 55 points et termine 17e sur les 18 chansons,.

## Liste des titres
| A1. | À la folie ou pas du tout | Daniel Nélis | Daniel Nélis, Bob Milan | 2:30 |
| B1. | Femme                     |              |                         | 2:40 |

## Historique de sortie
| Pays      | Date | Format   | Label   |
| --------- | ---- | -------- | ------- |
| France    | 1972 | 45 tours | Philips |
| Allemagne | 1972 | 45 tours | Philips |
| Espagne   | 1972 | 45 tours | Philips |
| Portugal  | 1972 | 45 tours | Philips |